# Espace Salzburg Amadé Sport World

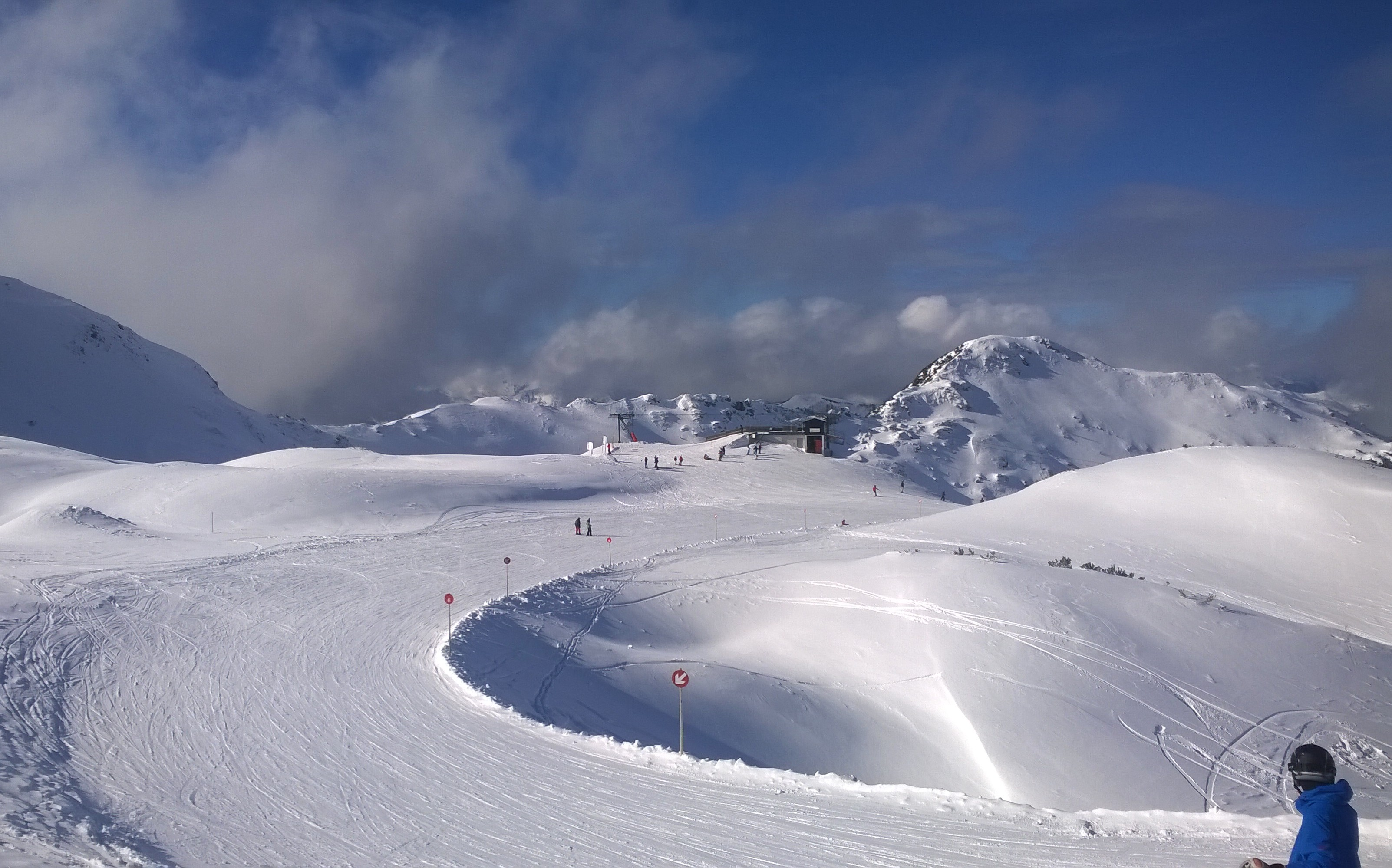
La piste Gamskogelbahn de la station Zauchensee.

Espace Salzburg Amadé Sport World est un réseau réunissant vingt-huit stations de sports d'hiver situées en Autriche dans les États de Salzbourg et de Styrie, ce qui en fait le plus grand domaine skiable du pays. Le mot Amadé est un hommage au compositeur Wolfgang Amadeus Mozart, né à Salzbourg.

## Les raisons de cette alliance
Les stations de sports d'hiver sont liées grâce au réseau des remontées mécaniques et de bus (qui tournent dans chaque station toutes les vingt minutes) quotidiennement.
Ce site permet aux touristes de disposer d'un domaine skiable de 860 km, desservis par 278 remontées mécaniques (d'autres sont programmées dans les années à venir), la plus haute remontée mécanique se situant à 2 700 m d'altitude sur le glacier Dachstein.
Enfin, le ski nordique dispose lui aussi d'un domaine skiable de 700 km.

## Les cinq régions

### Géographie
L'espace se situe en majeure partie dans le district de Sankt Johann im Pongau dans le Sud-Est du Land de Salzbourg, s'étendant le long de la vallée de l'Enns. Il est réparti sur quatre montagnes : les Niedere Tauern (Radstädter Tauern et Schladminger Tauern), le massif du Dachstein (2 995 m), les Hohe Tauern (les chaînons de Goldberg et d’Ankogel et la vallée de Großarl), et les Alpes de Berchtesgaden (Hochkoenig, 2941 m).
Le trajet entre la ville de Salzbourg et la vallée est de 45 minutes en voiture, ou d'une heure en train.

### Stations
Les vingt-huit stations sont réunies en cinq principales régions :

Salzburger Sportwelt
| - Sankt Johann - Alpendorf - Altenmarkt - Zauchensee | - Eben - Filzmoos - Flachau - Radstadt | - Wagrain - Kleinarl - Goldegg |

Schladming–Dachstein
| - Schladming - Gröbming - Haus im Ennstal | - Pruggern - Ramsau - Rohrmoos | - Forstau - Pichl - Mandling |

Gasteinertal
| - Dorfgastein | - Bad Gastein | - Bad Hofgastein |

Hochkönig
| - Mühlbach | - Dienten | - Maria Alm |

Großarl
| - Großarl | - Hüttschlag. |